# Медитерански рат
Медитерански рат или поморска Битка за Медитеран вођен је током Другог светског рата с циљем одбране или напада на поморске конвоје и ослабљивања могућности противника да води рат на мору.
Уз битке Пацифичког рата, Медитеран је видео највеће конвенционално поморско ратовање током Другог светског рата. Главни актери у овом театру били су Уједињено Краљевство с једне, и Фашистичка Италија с друге стране. Завршава се 1943. капитулацијом Италије, а од тада се настављају само спорадични сукоби између Савезника и Немачке.

## Увод
За Италију је Средоземно море представљало, буквално, тамницу чија су врата била Суец, Гибралтар и Дарданели, а прозори Корзика, Малта и Тунис. Британија и Француска су владале Средоземљем које је за Италију требало да постане “mare nostrum” (наше море) као што је то било за време древних Римљана. Мусолини је објашњавао Фон Рибентропу како италијански народ у суштини није за рат, али је увиђао да решења за своје проблеме може наћи само као савезник Немачке. Затим је признао фон Рибентропу да његова земља није у стању да води дуготрајан рат, за то су му недостајала новчана средства. Мусолини је очекивао да ће Британија, у случају конфликта са Италијом, повући своју флоту у Атлантски океан. Он је на острву Пантелерија, јужно од Сицилије, имао снаге којима је намеравао да Британији пресече комуникације између источног и западног Средоземља.
Француски председник владе Пол Рејно писао је 22. априла Мусолинију да је дужност демократске Француске и фашистичке Италије да премосте међусобне разлике да би биле носиоци нове културе. Неколико дана касније Мусолини је подсетио Рејноа на пакт са Немачком; морао је да поштује тај савез са свим његовим последицама. Сличан позив му је упутио и Черчил 16. маја. Черчил је подсетио Дучеа на њихове раније сусрете и изразио наду да ће се “док стојимо на ивици стравичне провалије” спречити рат “који ће бацити мрачну сенку преко Средоземног мора”. Није много чекао на Дучеов одговор. Мусолини је подсетио Черчила на држање Британије у етиопском рату, а напоменуо му и “недвосмислено ропско стање у којем се Италија налазила у свом сопственом мору”. За њега су биле битне само обавезе из његовог савеза са Немачком. Оба одговора су била прилично јасна. 10. јуна 1940, са балкона палате “Венеција” у Риму објавио је да ће Италија следећег дана од 6:00 часова бити у рату са своја два ривала у Средоземљу. Немачка се војнички разрачунавала са Француском, а Британија се налазила у животној опасности.
Мусолини није могао да сакрије незадовољство пред Хитлером због брзог завршетка рата у Француској; тек је требало да почне са мањим нападима на Француску, против Енглеске још није ништа предузео. Изненадио га је Хитлеров умерен став и његово расположење за успостављање мира. Мусолини се за време преговора задовољио парчетом земље од 50 km дуж француско-италијанске границе, са демилитаризованим појасом дуж туниско-либијске границе и правом да заједно са Немачком контролише одредбе прекида ватре у Француској и њеним колонијама.
Није, међутим, још губио наду, јер би му мировна конференција са Француском и Британијом, коју је ускоро очекивао, дала нову шансу. Његова листа жеља за ту прилику уопште није знала меру. 26. јуна понудио је Хитлеру велику помоћ за напад на Британију, да би тим путем задовољио своје жеље за британским поседима у Средоземном мору. Хитлер је 13. јула избегао да одговори на ту понуду, инсистирао је да Мусолини своје ратне акције усмери ка Суецком каналу. Дуче није био у стању да изведе такву акцију. Освета, разочарење, амбиција и стид натерали су Мусолинија да потражи излаз.

## Снаге
За Средоземно море је био сигуран да ту може сам да среди ситуацију. Своју авијацију је са правом сматрао надмоћном. Не само по типовима, него и по броју авиона, Италијани су били много јачи од Британаца који су у том подручју располагали само са застарелим ратним материјалом. У своју флоту Мусолини је могао мање да се поузда; он није био прави човек за поморска питања. Његов штаб морнарице га је, међутим, убедио да може да рачуна на италијанску флоту. Зато је Мусолини био пун самопоуздања. Бројке које су му сервирали биле су импозантне. Приликом избијања рата Италија је располагала са два велика бојна брода од 35000 тона, “Литоријо” и “Виторио Венето”; располагали су и са четири мања бојна брода од 23000 тона: “Кавур”, “Чезаре”, “Дулио” и “Дорија”; имали су и 19 мањих и већих крстарица и још 16 разарача, и укупно 123 подморнице разних класа. Осим тога у изградњи је било још бродова свих категорија, а огромно поверење је било и у велику флоту моторних чамаца. Мана ове флоте је била то што Италијани нису, за разлику од Британаца, располагали носачима авиона, њихови бродови нису били опремљени радарима, и да су италијански бродови били истина брзи, али је то ишло на рачун наоружања и оклопа. И подморнице су биле доста скромног квалитета. Мусолинијевим подморницама је требало тачно пола минута више да зароне испод површине, а перископи су им били доста краћи, што је било посебан ризик приликом пловидбе на дубини перископа, јер су непријатељски авиони могли лакше да их открију. Све су то биле ствари којима Мусолини није придавао важност.
У Александрији су Британци, са својим савезницима, под командом адмирала Ендруа Канингема (командант британске Средоземне флоте) имали носач авиона “Игл” на којем се налазило двадесет веома старих, али поузданих торпедних авиона “свордфиш”, и још четири ловца типа “гладијатор”. Затим је располагао са три реновирана бојна брода “Ворспајт”, “Малаја” и “Ројал Соверин”, као и са пет лаких крстарица, две флотиле разарача, и осам подморница. У Гибралтару је оперисала ескадра “X” под командом адмирала Самервила, у чијем су се саставу, између осталих, налазили носач авиона “Арк Ројал”, бојни брод “Худ”, “Резолушн” и “Валијант”, две крстарице и дванаест разарача.

## Почетак борби
Услед повећања експлоатације нафтоносних поља на Блиском истоку, дошло је до пораста активности на мору. Конвојска пловидба повећавала се сваким даном. Контрола Средоземног мора постала је неопходна, а поготово пролаз кроз Сицилијански мореуз. Између италијанског острва Пантелерије и туниске обале Италијани су поставили хиљаде мина у нади да ће тако успети да стану на пут савезничким конвојима. 8. јула близу калабријске обале, код рта Стило, јака италијанска поморска формација препречила је пут британским ратним бродовима. Обе стране су крајње опрезно прихватиле борбу. Отварана је ватра са велике раздаљине и чим је ситуација постала само мало опаснија, бродови су се окренули остављајући за собом димну завесу.
Италијани су Британцима, у току ове битке, могли да задају јаче ударце да је њихова авијација мало боље сарађивала са својом морнарицом и да је наступала мало одлучније. Авијација је бомбардовала са велике висине, а направила је и непријатну грешку, јер је неколико часова бомбардовала италијанске бродове мислећи да бомбардује британску морнарицу. На обе стране штета је била мала.
19. јула италијанске тешке крстарице „Бартоломео Колеони” и „Банде Нере” угледале су три британска разарача североисточно од Крита у лову на подморнице. Чим су Британци угледали италијанске крстарице, дали су се у бекство ка свом великом ратном броду “Сиднију” који је патролирао нешто северније. Када су се италијански бродови приближили на довољну раздаљину, са “Сиднија” је отворена ватра. Одлучујући тренутак борбе је био кад је „Бартоломео Калеони”, погођен у мотор, лагано почео да тоне и на крају био докрајчен са два торпеда. Замало да Британцима пође за руком да униште и “Банде Нере”, али су италијански бомбардери (који су се опет сувише касно појавили) у последњем тренутку успели да спасу своју тешко оштећену крстарицу од потапања.
Бесан због новог пораза, Мусолини је наредио тоталну блокаду свих британских упоришта у Средоземном мору. На балкону палате Венеција одржао је говор у којем је опширно хвалио храброст и морал италијанских оружаних снага. Сматрао је да може себи да допусти да са две стотине авиона помогне Немцима у бици за Британију. Од своје средоземне флоте одвојио је такође 28 подморница за патролирање по Атлантику.
Управо тада је за средоземну флоту куцнуо одлучујући час, јер је 28. октобра Мусолини изненадио и пријатеље и непријатеље нападом на Грчку. Британци су баш размишљали да изведу неочекивани напад на велике италијанске ратне бродове који су били усидрени у Тарантском заливу. За датум почетка напада су одредили 21. октобар, годишњицу Нелсонове победе код Трафалгара. Припреме су, међутим трајале много дуже него што је морнарица планирала, па је напад одложен за 11. новембар.
Са носача авиона “Иластријас” узлетели су те вечери торпедни авиони, да би у два налета напали бродове у луци. Захваљујући аерофото снимцима, пилоти су били тачно обавештени где се њихове мете налазе, а и артиљерци на британским ратним бродовима који су учествовали у акцији, знали су положаје италијанских бродова. Напад је за Италијане био потпуно изненађење и у 8:45 “смрт је почела да коси Маре Гранде (Велико море)”. Упркос многим баражним балонима изнад италијанских бродова, торпедни авиони су се тачно према плану обрушили на свој слабо заштићен плен. Две велике крстарице биле су у пламену, а бојни бродови „Кавур”, „Дулио” и „Литорија” преживљавали су тешке тренутке. Многа торпеда погађала су са стравичном прецизношћу. Забуна је била тотална, а када су се британски торпедни авиони повукли, отворена је ватра са четири британске крстарице које су се приближиле Таранту, и потопиле сва три италијанска бојна брода.
Ово је за Италијане био тежак ударац. Немачки обавештајци су јављали о сломљеном моралу италијанске ратне морнарице и о бедним резултатима авијације која је на папиру још увек била доста јака. Хитлер је одлучио да овог пута помогне Дучеу, па је немачко ваздухопловство у Италију послало око пет стотина авиона. Њихове посаде биле су састављене од искусних пилота и Британци су осетили разлику већ после првог њиховог наступа на страни Италијана. Ниско и изненадно су нападали британске бродове и одбрамбене положаје. Сад су Британци почели да преживљавају тешке тренутке. За Британце је нова година отпочела нападом на носач авиона “Иластријас”, који се са тешким оштећењем једва успео да се склони у луку Малте, али су га тамо поново напали. 1. јануара је потопљена британска крстарица „Саутхемптон”. На Малти више није било докова како би се могла оправити све већа оштећења британских бродова. Британци су хитно затражили појачање, а истовремено одлучили да појачају интензитет својих акција према немачко-италијанским конвојима који су превозили трупе у северну Африку.
Британци су припремили нови напад на италијанске бродове у Ђенови. Међутим, када су Британци стигли пред Ђенову, установили су да је лука празна, тј. италијански бродови су на време из ње побегли. Овог пута је италијанска обавештајна служба постигла добре резултате, али је зато Ђенова платила за бекство бродова.
И Италијани и Британци су чезнули за неком значајнијом победом. 26. марта су Италијани послали пет моторних чамаца пуних експлозива, који су упркос противторпедним мрежама и минама, успели да уђу у британску поморску базу Суда на Криту, и да у уском каналу сеју смрт својим пловећим ватрометом. Моторни чамци, које су поморски диверзанти увукли у базу, оставили су за собом стравично разарање. Један огромни танкер нестао је у пламену, а крстарица „Јорк” је тако оштећена да је морала бити искључена из сваке даље акције.
Охрабрени овим успехом, италијански команданти су одлучили да британској флоти у Средоземљу задају смртоносан ударац. Италијански ратни бродови испловили су из Напуља, Таранта, Месине и Бриндизија. Подељени су у две групе да би се свака посебно суочила са Британцима у околини Крита. Требало је да командант италијанских поморских снага, адмирал Анђело Јакино, и његов заменик, Катанео, лично воде операцију и да сваки од њих под својом командом поведе по једну ескадру.
Британска флота испловила је из Александрије, и адмирал Канингем је рачунао са великим акцијама. Италијани су у међувремену одустали од плана да оперишу са две ескадре. Јакино је одлучио да нападне удруженим снагама. Командант британске флоте импровизовао је неку врсту лажног конвоја, који је под заштитом неколико крстарица као мамац кренуо у правцу Александрије.
Те бродове су 28. марта, јужно од Крита открили италијански авиони. Адмирал Сансонети, који је командовао претходницом Јакинове флоте, добио је стриктно наређење да чека свог главног команданта. Он се, међутим, није држао овог наређења па је одлучио да одмах нападне Британце. Почела је предигра битке код Матапана. Због слабе видљивости и због димних завеса, прве гранате бродске артиљерије нису имале никаквих резултата. Поподне су се Британци одлучили за ваздушни напад. Са носача авиона “Формидабл” и оближњих ваздухопловних база узлетели су британски ловци. Опет су торпедни авиони постигли значајан успех. Једно њихово торпедо је погодило Јакинов адмиралски брод “Виторио Венето” у крму. Покварили су се уређаји за управљање, а кроз огромну рупу у трупу улазиле су тоне воде. Италијани су ипак брзо и спретно успели да закрпе брод. Пловећи са пола снага “Виторио Венето” је успео да се извуче из метежа.
Када су се увече британски авиони вратили за други напад, Јакино је одмах свој брод окружио разарачима и крстарицама. Пловећи у цик-цак линији италијанска ескадра је очајнички покушавала да побегне. Убрзо су Британци погодили крстарицу “Пола” у прамац.”Пола” је била брза и модерна јединица италијанске флоте, па су зато две крстарице и четири разарача добили наређење да потраже овај брод и отпрате га у неку домаћу луку. Док се италијанска ескадра повлачила, на адмиралу Катанеу је остао тежак задатак да беспомоћну “Полу” потражи у тамној ноћи. Катанео је у затвореној формацији, на висини рта Матапан, код јужне обале Грчке ишао у потрагу за изгубљеним бродом. Сусрет са британским бродовима, око 22:25 часова био је за обе стране потпуно изненађење. Док су Италијани покушавали да развију фронт, Британци су упалили своје рефлекторе и обасјали италијанске бродове, а онда је настао пакао.”Ворспајт”, “Валијант” и “Барем” отворили су ватру. Пораз је био катастрофалан.
Не стигавши да истале ни један хитац, италијански бродови су одлетели у парампарчад. Иронија судбине је хтела да се у близини, заклоњена димном завесом, налазила “Пола”, очекујући помоћ. Њено машинско одељење је била под водом, а генератори су јој били тешко оштећени, тако да није имала осветљења. На броду се налазило још само 236 људи. Стотине чланова посаде је после поготка торпеда ипак радије скочило у море. Други су касније од команданта де Пизе добили дозволу да се спашавају сплавовима. Стање на броду је било хаотично, из стројарнице су куљали велики димни облаци. Де Пиза је дао наређење да се брод припреми за уништење. У међувремену су се неки чланови посаде који су били скочили у воду, поново попели на брод тресући се од зиме. Болничари су дотрчавали са флашама кјантија у нади да ће јаднике мало загрејати.
У међувремену је британски разарач „Хевок” налетео на „Полу” па је на њу испалио још неколико салви. Пошто нису добили одговор, Британци су одлучили да броду приђу са стране. Командант де Пиза и остлаи чланови су заробљени. Адмирал Канингем је обавестио италијански Црвени крст о координатама на којима се одиграла ова поморска битка. Тако је ова организација могла да пошаље брод, како би спасила стотине бродоломника који су пливали по мору. На крају их је спасено свега 160. Британски разарачи „Џервис” и „Нубијен” су у рано јутро 29. марта коначно потопили „Полу”.
Док су Британци изгубили један авион, потопљено је пет италијанских бродова, 2400 италијанских морнара, међу којима и адмирал Катанео, изгубило је живот у овој драми код Матапана. Да Британци нису направили неколико грешака, исход би био још страшнији.
Јакино се одмах по повратку јавио Дучеу на рапорт. У палати “Венеција” одржана му је лекција, и пребачено му је све оно на шта је он више пута упозоравао; недостатак радара, носача авиона и недовољна сарадња између морнарице и авијације. У тупом очајању Јакино је слушао Мусолинија, његове мисли су биле код катастрофе о којој је сазнао тек када се са својим бродом вратио у Таранту.